# Zakres dynamiki dźwięku
Zakres dynamiki dźwięku – różnica głośności między dźwiękiem najcichszym a najgłośniejszym w sygnale audio. Wartość zakresu jest podawana w decybelach. Zakres dynamiki zależy od rozdzielczości - im większa rozdzielczość, tym większy zakres dynamiki. Jeśli rozdzielczość bitowa jest ograniczona możliwościami przetwornika, to sygnał jest odwzorowywany niedokładnie, a niedokładność ta jest słyszalna przez ludzkie ucho jako szum.
Muzyka zapisana na płycie CD z rozdzielczością 16-bitową ma zakres dynamiki ok. 96 dB. Często jednak w wyniku kompresji dynamiki zakres ten wynosi zaledwie około 12 dB. Kompresja dynamiki to wyrównywanie różnic głośności sygnału dźwiękowego. Polega to na zwiększaniu głośności cichszych fragmentów nagrania oraz pozostawianiu bez zmian, lub wyrównaniu do jednego poziomu, fragmentów głośniejszych. Ułatwia to prawidłowy odbiór muzyki w warunkach, w których cichsze dźwięki mogłyby zostać zagłuszone np. przez niepożądane odgłosy z zewnątrz.